# Elophos leptogramma
Elophos leptogramma är en fjärilsart som beskrevs av Eugen Wehrli 1931. Elophos leptogramma ingår i släktet Elophos och familjen mätare. Inga underarter finns listade i Catalogue of Life.